# Tetraleurodes dorseyi
Tetraleurodes dorseyi is een halfvleugelig insect uit de familie witte vliegen (Aleyrodidae), onderfamilie Aleyrodinae.
De wetenschappelijke naam van deze soort is voor het eerst geldig gepubliceerd door Kirkaldy in 1907.